# 田中玄清
田中 玄清（たなか はるきよ、文政3年8月1日（1820年9月7日） - 慶応4年8月23日（1868年10月8日））は、江戸時代末期（幕末）の会津藩家老。号は大海。田中土佐の通称で知られる。子に玄光。

## 生涯
文政3年（1820年）、会津藩家老・田中玄良の長男として生まれる。諱は玄清、土佐を襲名し、大海と号した。 
田中家は会津九家に数えられる藩内の名門で、家禄は2000石である。父と同じく家老として藩主・松平容保に仕えた。文久2年（1862年）、容保が江戸幕府から京都守護職就任を命じられた際、同じく家老の西郷頼母と共に江戸に赴き、容保に対して京都の情勢や負担の大きさを説いて反対した。しかし守護職就任が決定すると、野村左兵衛らと先んじて上洛し、事前調整に努めている。
戊辰戦争では会津戦争において、会津若松城下に侵攻した官軍を防ぐべく、甲賀町口で戦った。畳を銃弾を防ぐ壁にして奮戦したといわれるが負傷し、慶応4年（1868年）8月23日郭内五之丁の医師・土屋一庵（150石）の屋敷で家老・神保内蔵助と共に自刃した。享年49。墓所は、福島県会津若松市の天寧寺。法名は、精徹院殿忠亮玄清居士。

## 田中家
田中家は伊勢国北畠氏一門・田丸氏の出身で、甲斐武田氏に仕えたのち、保科氏の家臣となった。
田中正玄は、保科正之を補佐し、藩大老職として藩政を取り仕切った。玄清の曽祖父田中玄宰は天明期に藩政改革を行い、藩校・日新館を創立。玄清の祖父玄成は、玄宰の長男だが早世し、弟の玄古が家督相続し家老を務めた。玄清の父玄良は、養父（叔父）玄古の隠居により家督を相続し、同じく家老を務めている。玄宰の叔父玄通の子孫に第二次共産党委員長で、のちに右翼活動家となった田中清玄がいる。

## 演じた俳優
- 佐藤慶 - 年末時代劇スペシャル『白虎隊』（1986年、日本テレビ）
- 山田明郷 - 『白虎隊 (2007年のテレビドラマ)』（2007年、テレビ朝日）
- 寺田農 - 『白虎隊〜敗れざる者たち』(2013年、テレビ東京)
- 佐藤B作 - 大河ドラマ『八重の桜』（2013年、NHK）